# Larinioides chabarovi
Larinioides chabarovi is een spinnensoort uit de familie wielwebspinnen. Deze spin komt voor in Rusland. De soort werd in 1981 wetenschappelijk beschreven.